# Mr. Bill
Mr. Bill (Originaltitel: Renaissance Man) ist eine US-amerikanische Militärkomödie aus dem Jahre 1994.

## Handlung
Bill Rago ist Werbetexter und Angestellter bei einer großen Werbeagentur. Ausgerechnet vor einem wichtigen Termin, auf dem sein neues Werbekonzept für einen Kunden vorgestellt werden soll, bleibt er im Stau stecken. Er versucht verzweifelt, per Autotelefon zu retten, was noch zu retten ist, aber es ist zu spät. Der Kunde springt ab und Bill wird gefeuert. Nun muss er sich arbeitslos melden und lernt die harte Realität auf dem Arbeitsamt kennen. Zu allem Überfluss wirft ihm seine Tochter vor, kein Verständnis für sie zu haben, und will kein Wort mehr mit ihm reden.
Nach drei Wochen hat das Arbeitsamt einen Job für ihn. Und weil er laut Akte einen Abschluss mit Magister hat, ist es ein Job als Lehrer. Doch nicht etwa an einem College, sondern in einer Ausbildungskaserne der US-Army. Bill soll eine Gruppe von Soldaten aus schwierigen sozialen Verhältnissen in Allgemeinbildung unterrichten. Gar nicht so einfach. Doch Bill hat eine Idee: Es gelingt ihm, seine Schützlinge für Shakespeare zu begeistern.
Nachdem er zu einer Unterrichtsstunde zu spät kommt und seine Schüler die Unterrichtsstunde frühzeitig verlassen, folgt er ihnen auf den Übungsplatz und verlangt seine restlichen 15 Minuten. Seine Schüler hören ihn nicht, weil sie ihn nicht respektieren. Erst nachdem er selbst an der Übung teilnimmt, erlangt er ihren Respekt zurück, und die Schüler nehmen wieder am Unterricht teil.
Er schafft es sogar, dass die jungen Rekruten aus sich heraus gehen, ihm ihre Lebensgeschichten erzählen und insgesamt lockerer werden.
Als einer seiner Schützlinge, Pvt. Hobbs, verhaftet wird, zweifelt er an seinen Methoden.  Rago hatte Hobbs für eine Karriere in Westpoint vorgeschlagen. Dieser entpuppte sich aber bei näherer Überprüfung als Autodieb und Drogenhändler, der durch seinen Wehrdienst nur der Polizei entfliehen wollte.
Bald macht ihm der Job als Lehrer so viel Spaß, dass er seine laufenden Bewerbungen als Werbetexter aufgibt. Er versetzt sogar seinen geliebten Preis als bester Werbetexter im Pfandhaus, um den größten Wunsch seiner Tochter zu erfüllen. Seine Tochter verzeiht ihm daraufhin. Sie begleitet ihn sogar zur feierlichen Abschlussveranstaltung der Army-Rekruten.
Auch kümmert er sich rührend um die privaten Probleme seiner Schützlinge. So sorgt er zum Beispiel dafür, dass der Vater von Brian Davis Jr., der im Vietnamkrieg fiel, posthum mit dem Silver Star ausgezeichnet wird.

## Kritik
„Die zunächst satirische Komödie mit Blick auf das nordamerikanische Bildungsniveau entwickelt sich zum schwerfälligen Erbauungsfilm, dessen Werbeabsichten für die US-Army unübersehbar sind. Ein mißlungener Film, der seinen Hauptdarsteller sichtlich unterfordert und nichts weiter als ermüdende Langeweile verbreitet.“

„DeVito ist mitreißend, ansonsten: ein "Club der toten Dichter" im Dienste der Armeewerbung.
Fazit: Rekrutenmärchen mit schlappen Witzen.“

## Hintergrund
- Der englische Originaltitel Renaissance Man bezieht sich auf den vielseitig begabten italienischen Humanisten und Architekten Leon Battista Alberti (1404–1472), der im Film auch erwähnt wird.

- Die Rede zur Schlacht am St.-Crispins-Tag anlässlich der Schlacht von Azincourt, die Pvt. Benitez bei einer Kampfübung im Regen rezitiert, stammt aus Shakespeares Drama Henry V, das die Soldaten zusammen in Kanada besucht haben.

- „Der, welcher Kenntnisse erwirbt, erringt auch Sorgen“, der Bibelspruch, den Pvt. Hobbs Mr. Bill gegenüber erwähnt, entstammt Kohelet oder Prediger 1, Satz 18 und lautet in der Einheitsübersetzung der Heiligen Schrift: „Denn: Viel Wissen, viel Ärger, wer das Können mehrt, der mehrt die Sorge.“[3]